# Деяния Родриго
История Родриго (лат. Gesta Roderici) — написанное в XII-XIII веках (между 1102 и 1238 гг.) на латинском языке историческое сочинение неизвестного автора, посвящённое кастильскому рыцарю Родриго Диас Кампеадору.

## Издания
- The World Of El Sid : Chronicles of Spanish Conquest, Manchester University Press, 2000, pp. 98-147.

## Переводы на русский язык
- История Родриго, Главы 1-34 в переводе с англ. С. Железнова на сайте Восточная литература

- История Родриго, Главы 35-47 в переводе с англ. С. Железнова на сайте Восточная литература

- История Родриго, Главы 48-77 в переводе с англ. С. Железнова на сайте Восточная литература